# Nathdwara
Nathdwara fou un territori de l'antic principat de Mewar. El seu nom vol dir "Portal de Déu". La capital era la ciutat de Nathdwara, a la riba dreta del riu Banas a uns 48 km al nord d'Udaipur i a 22 km al nord-oest de l'estació de Maoli de la línia Udaipur-Chitor. La seva població és de 8.591 habitants. Actualment la ciutat és part del districte de Rajsamand al Rajasthan i té una població de 37.007 habitants (2001). La ciutat és anomenada també Shrinathji.
Nathdwara és el lloc de la més famosa capella vaishnavita de tota l'Índia, amb una imatge (shrinathji) de Krishna (amb rostre negre) que dataria del segle XII aC. Aquesta imatge la va portar Vallabhacharya, fundador de la secta Vaishav Along (o secta Pushti) a Muttra on era el 1495 però es va traslladar al temple de Gobhardan (o Govhardan) el 1519; 150 anys després, Aurangzeb va voler aturar el culte a Krishna, i la gent del districte de Muttra encapçalats per algun descendent de Vallabhacharya, va agafar la imatge i va donar tombs amb ella fins al 1671 quan el maharana de Mewar els va convidar als seus dominis; la imatge es va instal·lar a un temple anomenat la "Casa de la imatge" (Haveli Shrinathji) al nord de la ciutat i un braman fou nomenat el guardià. La terra del monestir i altres pobles més fou concedida com a muafi (terra concedida sense pagar renda). A finals del segle XIX el guardià era el braman Gosain, que portava el títol de maharaj, que era el cap de la secta Vallabhacharya dels bramans, i dominava 30 pobles a Mewar, Baroda, Bharatpur, i altres principats, i fins i tot un al districte d'Ajmer que li fou donat per Sindhia i que els britànics van respectar. El temple està adornat per imatges del grup anomenats els artistes de Nathdwara que van treballar al temple durant un període llarg amb ús intensiu del color daurat.